# Trasplante de riñón
El trasplante de riñón o trasplante renal es el trasplante de un riñón en un paciente con enfermedad renal avanzada. Dependiendo de la fuente del órgano receptor, el trasplante de riñón es típicamente clasificado como de donante fallecido (conocido también como cadavérico, aunque en retroceso), o como trasplante de donante vivo. Los trasplantes renales de donantes vivos se caracterizan más a fondo como trasplante emparentado genéticamente (pariente-vivo) o trasplante no emparentado (no emparentado-vivo), dependiendo de si hay o no una relación biológica entre el donante y el receptor.

## Historia
Una de las primeras menciones sobre la posibilidad de un trasplante de riñón fue realizada por el investigador médico estadounidense Simon Flexner, quien declaró en una lectura de su artículo sobre "Tendencias en Patología" en la Universidad de Chicago en 1907, que sería posible en el futuro la sustitución de órganos humanos enfermos por los sanos mediante cirugía, incluidas las arterias, el estómago, los riñones y el corazón.
En 1933, el cirujano Yuri Voroni de Jersón en la Unión Soviética intentó el primer trasplante de riñón humano, utilizando un riñón extraído seis horas antes de un donante fallecido para ser reimplantado en el muslo. Midió la función renal utilizando una conexión entre el riñón y la piel. Su primer paciente falleció dos días después, ya que el injerto era incompatible con el grupo sanguíneo del receptor y fue rechazado.
No fue hasta el 17 de junio de 1950, cuando el Dr. Richard Lawler, en el Little Company of Mary Hospital en Evergreen Park, Illinois, realizó un trasplante exitoso en Ruth Tucker, una mujer de 44 años con enfermedad renal poliquística. Aunque el riñón donado fue rechazado diez meses más tarde porque no había terapia inmunosupresora disponible en ese momento (el desarrollo de medicamentos antirrechazo efectivos estaba a años de distancia), el tiempo de intervención le dio al riñón restante de Tucker tiempo para recuperarse y ella vivió otros cinco años.
Jean Hamburger realizó un trasplante de riñón entre pacientes vivos en 1952 en el hospital Necker de París, aunque el riñón falló después de tres semanas. El primer trasplante verdaderamente exitoso de este tipo ocurrió en 1954 en Boston. El trasplante de Boston, realizado el 23 de diciembre de 1954 en el Hospital Brigham, fue realizado por Joseph Murray, J. Hartwell Harrison, John P. Merrill y otros. El procedimiento se realizó entre los gemelos idénticos Ronald y Richard Herrick, lo que redujo los problemas de una reacción inmune. Por este y otros trabajos posteriores, el Dr. Murray recibió el Premio Nobel de Medicina en 1990. El receptor, Richard Herrick, murió ocho años después del trasplante.
La popularización del trasplante renal fue lenta. Por ejemplo, el primer trasplante de riñón en el Reino Unido no ocurrió hasta 1960 cuando Michael Woodruff realizó uno en Edimburgo entre gemelos idénticos.
El trasplante de donante difunto se introdujo en 1964, cuando comenzó el uso rutinario de medicamentos para prevenir y tratar el rechazo agudo. En España el primer trasplante renal se realizó en 1965, el riñón procedía de un donante fallecido.
El riñón era el órgano más fácil de trasplantar, pues la prueba de compatibilidad de tejidos era simple, el órgano era relativamente fácil de extirpar e implantar, se podían utilizar órganos de donantes vivos sin dificultad, y en caso de fallo, quedaba la alternativa de la diálisis. La prueba de compatibilidad de tejidos es esencial para el éxito, ya que las primeras tentativas en los años 1950 en personas que padecían la enfermedad de Bright habían sido muy poco exitosas.
En 2003 se realizó un trasplante a un bebé de menos de 5 kilos en el Hospital de Hebrón (Barcelona).
En junio de 2022 se dio a conocer el trasplante, por primera vez en España, de dos riñones procedentes de un mismo donante a dos pacientes gemelos idénticos.

## Indicaciones
La indicación para el trasplante de riñón es la enfermedad renal crónica avanzada (ERCA), sin importar la causa primaria. Las enfermedades comunes que conducen a la enfermedad renal crónica incluyen la hipertensión, infecciones, diabetes mellitus y glomerulonefritis; la causa genética más frecuente es la enfermedad poliquística renal.
Generalmente, suele ser condición que el paciente haya iniciado algún tipo de terapia renal sustitutiva, pero en algunos casos se indica el trasplante cuando el paciente aún conserva algo de función renal.

## Contraindicaciones
Pueden existir siete contraindicaciones absolutas:
1. Neoplasias malignas.
2. Infección crónica (o aguda) no controlada.
3. Enfermedad extrarrenal grave (hepatopatía crónica, enfermedad coronaria trivascular, enfermedad pulmonar obstructiva crónica avanzada, enfermedad vascular periférica grave, entre otras).
4. Incumplimiento terapéutico.
5. Enfermedad psiquiátrica grave que daña el cumplimiento de la terapéutica.
6. Expectativa de vida menor a 5 años.
7. El paciente no quiere realizarse el trasplante.

La mayor parte de los centros incluyen dentro de las contraindicaciones absolutas al alcoholismo y la farmacodependencia (inclusive el tabaco en algunos pocos centros), la incompatibilidad ABO, la presencia de pruebas cruzadas positivas y pacientes con alto riesgo perioperatorio.
Una de las principales contraindicaciones para el trasplante renal es la existencia de alguna neoplasia maligna, ya que la terapia inmunosupresora tiene una influencia negativa sobre la historia natural de la enfermedad tumoral, además de que en varias de las neoplasias, dependiendo del estadio en que se encuentren, la sobrevida es significativamente baja, inclusive en algunas, sólo de meses. Por estas razones es importante realizar un tamizaje efectivo para búsqueda de alguna neoplasia pretrasplante, para así disminuir la incidencia de neoplasias postrasplante, la cual llega a ser condicionante de 9 a 12 % de las muertes en estos pacientes. Además es recomendable esperar un tiempo razonable entre la finalización del tratamiento para determinadas neoplasias curables y el trasplante renal, para así disminuir la tasa de recurrencias de la malignidad.
Hay pocos datos de trasplantes en personas de más de 80 años, y muchos centros no trasplantarán dichos pacientes. Sin embargo, esto probablemente cambiará pronto.[cita requerida]
Recientemente el cáncer, el abuso de sustancias activas, o la falta en adherirse a los regímenes médicos prescritos pueden hacer a alguien inelegible para un trasplante.